# Onar, Arapgir

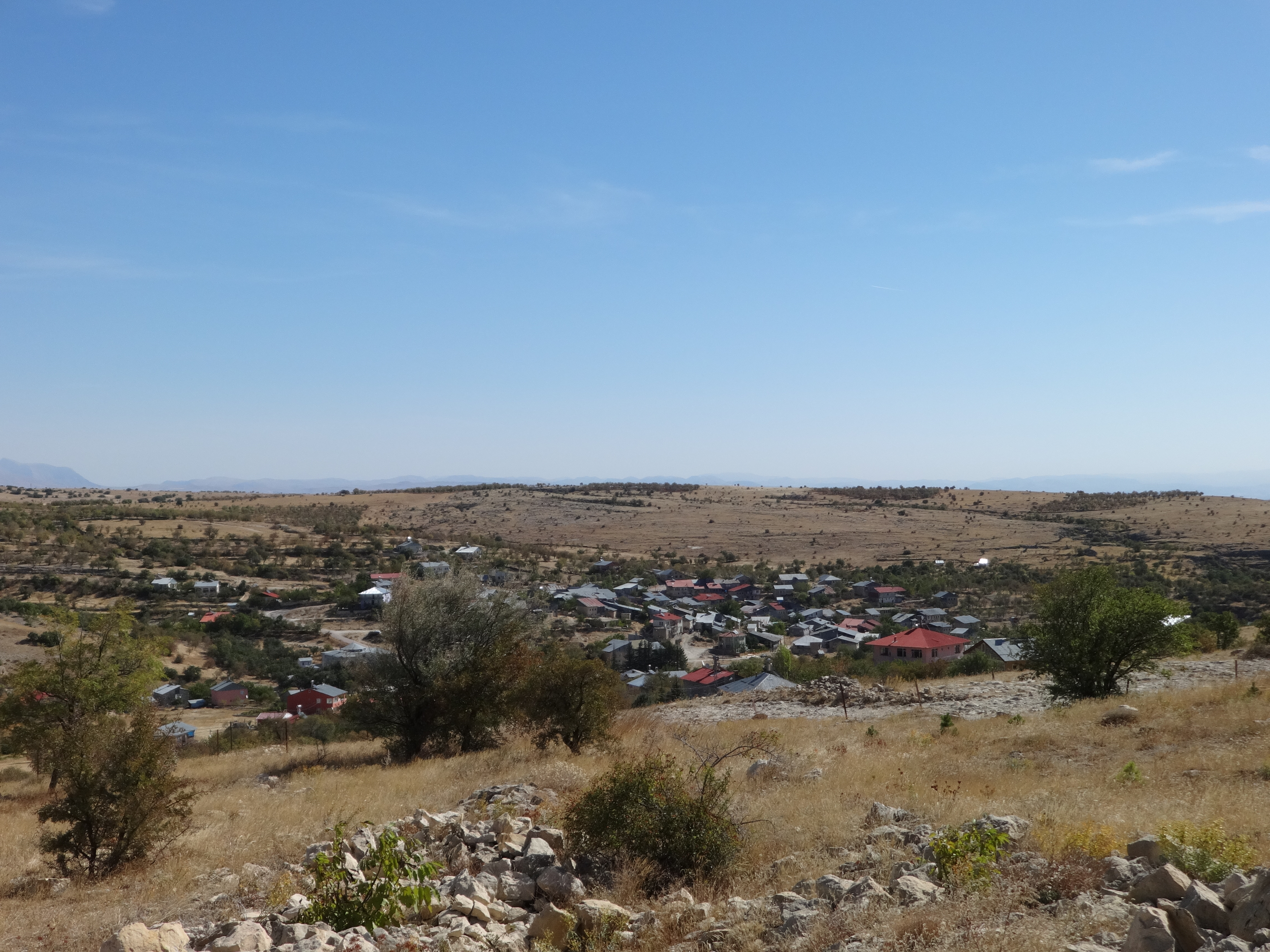

Onar là một xã thuộc huyện Arapgir, tỉnh Malatya, Thổ Nhĩ Kỳ. Dân số thời điểm năm 2011 là 228 người.

## Chú thích

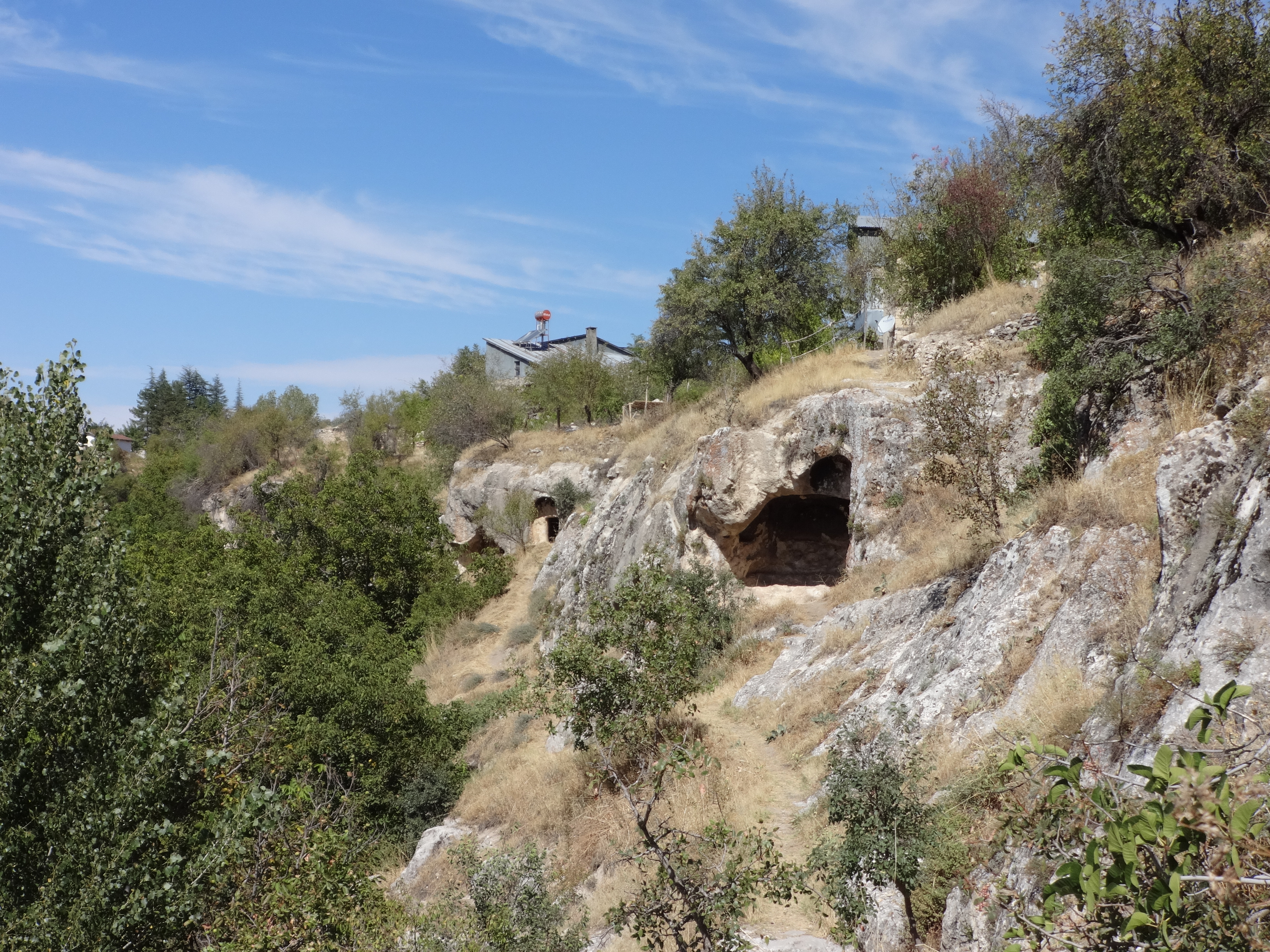

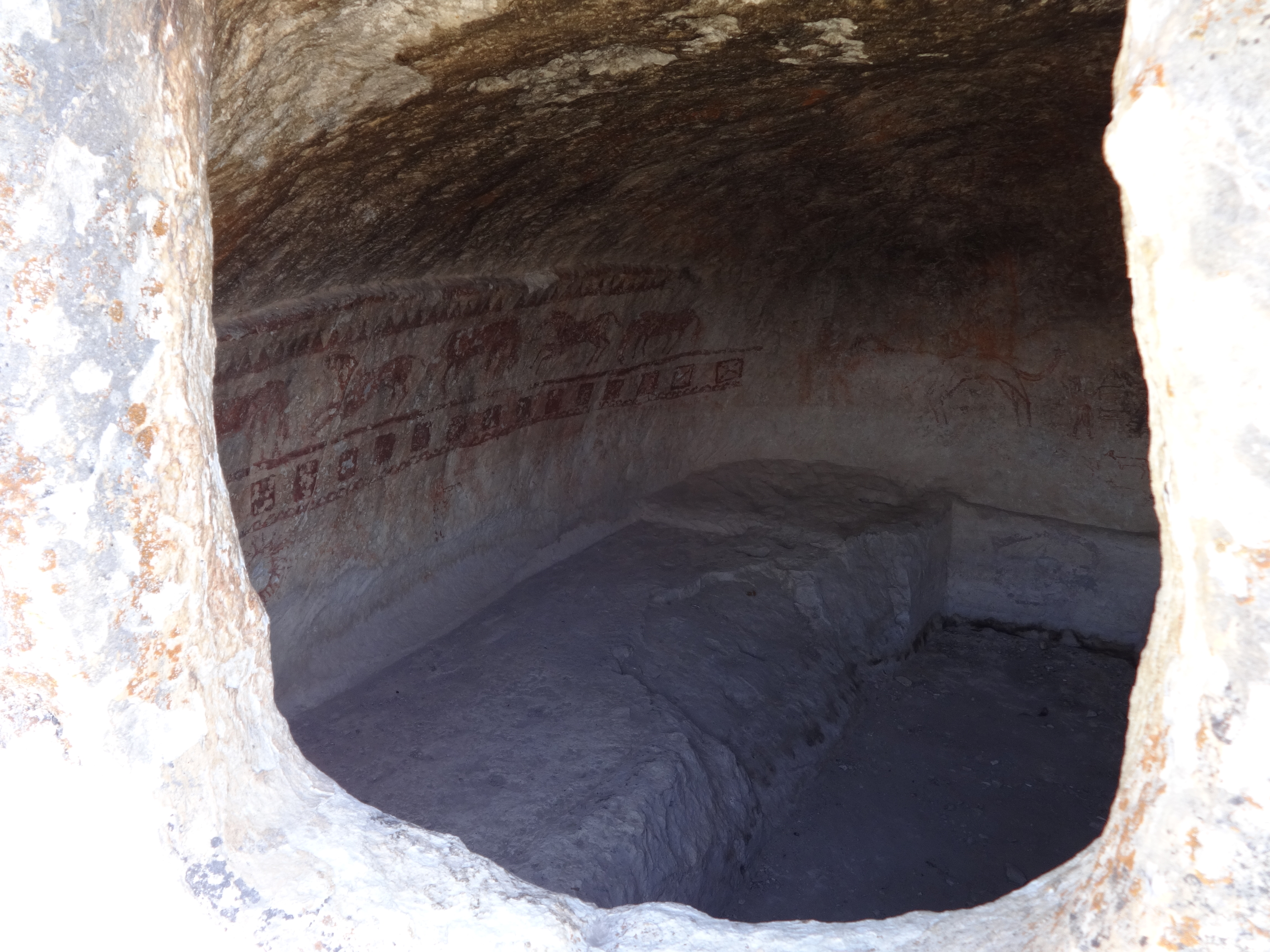